# Danh sách di sản văn hóa Tây Ban Nha được quan tâm ở hạt Segrià (tỉnh Lérida)
Danh sách di sản văn hóa Tây Ban Nha được quan tâm ở hạt Segrià (tỉnh Lérida).

## Các di sản theo thành phố

### A

#### Aitona
| Tên                   | Dạng            | Địa điểm | Tọa độ                                        | Số hồ sơ tham khảo? | Ngày nhận danh hiệu? | Hình ảnh                                |
| --------------------- | --------------- | -------- | --------------------------------------------- | ------------------- | -------------------- | --------------------------------------- |
| Lâu đài Aitona        | Di tích Lâu đài | Aitona   | 41°29′47″B 0°27′35″Đ / 41,496464°B 0,459753°Đ | RI-51-0006210       | 08-11-1988           | Castillo de Aitona · Upload image       |
| Los Pilares Carratalá | Di tích         | Aitona   | 41°29′08″B 0°26′49″Đ / 41,485604°B 0,447077°Đ | RI-51-0006211       | 08-11-1988           | Los Pilares de Carratalá · Upload image |
| Tháp Burgebut         | Di tích Tháp    | Aitona   |                                               | RI-51-0006212       | 08-11-1988           | Upload image                            |

#### Albatàrrec(Albatàrrec)
| Tên                                    | Dạng            | Địa điểm    | Tọa độ                                        | Số hồ sơ tham khảo? | Ngày nhận danh hiệu? | Hình ảnh                               |
| -------------------------------------- | --------------- | ----------- | --------------------------------------------- | ------------------- | -------------------- | -------------------------------------- |
| Lâu đài Albatarrec (Lâu đài Espolters) | Di tích Lâu đài | Albatarrech | 41°34′23″B 0°36′11″Đ / 41,572937°B 0,602955°Đ | RI-51-0006214       | 08-11-1988           | Castillo de Albatarrech · Upload image |

#### Alcanó
| Tên            | Dạng            | Địa điểm | Tọa độ                                        | Số hồ sơ tham khảo? | Ngày nhận danh hiệu? | Hình ảnh                          |
| -------------- | --------------- | -------- | --------------------------------------------- | ------------------- | -------------------- | --------------------------------- |
| Lâu đài Alcanó | Di tích Lâu đài | Alcanó   | 41°28′52″B 0°37′01″Đ / 41,481054°B 0,616908°Đ | RI-51-0006217       | 08-11-1988           | Castillo de Alcanó · Upload image |

#### Alcarràs(Alcarràs)
| Tên              | Dạng            | Địa điểm | Tọa độ | Số hồ sơ tham khảo? | Ngày nhận danh hiệu? | Hình ảnh     |
| ---------------- | --------------- | -------- | ------ | ------------------- | -------------------- | ------------ |
| Lâu đài Montagut | Di tích Lâu đài | Alcarrás |        | RI-51-0006218       | 08-11-1988           | Upload image |

#### Alfarràs(Alfarràs)
| Tên              | Dạng            | Địa điểm | Tọa độ                                        | Số hồ sơ tham khảo? | Ngày nhận danh hiệu? | Hình ảnh                        |
| ---------------- | --------------- | -------- | --------------------------------------------- | ------------------- | -------------------- | ------------------------------- |
| Lâu đài Alfarrás | Di tích Lâu đài | Alfarrás |                                               | RI-51-0006219       | 08-11-1988           | Upload image                    |
| Tháp Molino      | Di tích Tháp    | Alfarrás | 41°49′44″B 0°34′22″Đ / 41,828935°B 0,572767°Đ | RI-51-0006220       | 08-11-1988           | Torre del Molino · Upload image |

#### Alfés
| Tên                      | Dạng            | Địa điểm | Tọa độ                                        | Số hồ sơ tham khảo? | Ngày nhận danh hiệu? | Hình ảnh                           |
| ------------------------ | --------------- | -------- | --------------------------------------------- | ------------------- | -------------------- | ---------------------------------- |
| Lâu đài Vinfaró          | Di tích Lâu đài | Alfés    | 41°31′54″B 0°37′29″Đ / 41,531781°B 0,624664°Đ | RI-51-0006222       | 08-11-1988           | Castillo de Vinfaró · Upload image |
| Villeta                  | Di tích         | Alfés    |                                               | RI-51-0006221       | 08-11-1988           | Upload image                       |
| Pinturas rupestres Alfés | Khu khảo cổ     | Alfés    |                                               | RI-55-0000305       | 02-04-1991           | Upload image                       |

#### Alguaire
| Tên                           | Dạng            | Địa điểm | Tọa độ                                        | Số hồ sơ tham khảo? | Ngày nhận danh hiệu? | Hình ảnh                                         |
| ----------------------------- | --------------- | -------- | --------------------------------------------- | ------------------- | -------------------- | ------------------------------------------------ |
| Lâu đài Comanda Hospitalarios | Di tích Lâu đài | Alguaire | 41°44′12″B 0°34′41″Đ / 41,736549°B 0,578012°Đ | RI-51-0006224       | 08-11-1988           | Castillo Comanda de Hospitalarios · Upload image |

#### Almatret
| Tên              | Dạng    | Địa điểm | Tọa độ                                       | Số hồ sơ tham khảo? | Ngày nhận danh hiệu? | Hình ảnh     |
| ---------------- | ------- | -------- | -------------------------------------------- | ------------------- | -------------------- | ------------ |
| Tháp (Nhà Comte) | Di tích | Almatret | 41°18′22″B 0°25′23″Đ / 41,30598°B 0,422961°Đ | RI-51-0006229       | 08-11-1988           | Upload image |

#### Almenar
| Tên             | Dạng            | Địa điểm | Tọa độ                                        | Số hồ sơ tham khảo? | Ngày nhận danh hiệu? | Hình ảnh                           |
| --------------- | --------------- | -------- | --------------------------------------------- | ------------------- | -------------------- | ---------------------------------- |
| Lâu đài Almenar | Di tích Lâu đài | Almenar  | 41°47′52″B 0°33′55″Đ / 41,797775°B 0,565235°Đ | RI-51-0006230       | 08-11-1988           | Castillo de Almenar · Upload image |

#### Aspa
| Tên                    | Dạng            | Địa điểm | Tọa độ                                        | Số hồ sơ tham khảo? | Ngày nhận danh hiệu? | Hình ảnh                                |
| ---------------------- | --------------- | -------- | --------------------------------------------- | ------------------- | -------------------- | --------------------------------------- |
| Lâu đài Cung điện Aspa | Di tích Lâu đài | Aspa     | 41°29′50″B 0°40′15″Đ / 41,497135°B 0,670931°Đ | RI-51-0006256       | 08-11-1988           | Castillo Palacio de Aspa · Upload image |

### C

#### Corbins
| Tên             | Dạng            | Địa điểm | Tọa độ                                       | Số hồ sơ tham khảo? | Ngày nhận danh hiệu? | Hình ảnh     |
| --------------- | --------------- | -------- | -------------------------------------------- | ------------------- | -------------------- | ------------ |
| Lâu đài Corbins | Di tích Lâu đài | Corbins  | 41°41′32″B 0°41′41″Đ / 41,692359°B 0,69461°Đ | RI-51-0006316       | 08-11-1988           | Upload image |

### G

#### Gimenells i el Pla de la Font(Gimenells i el Pla de la Font)
| Tên               | Dạng            | Địa điểm                      | Tọa độ                                        | Số hồ sơ tham khảo? | Ngày nhận danh hiệu? | Hình ảnh     |
| ----------------- | --------------- | ----------------------------- | --------------------------------------------- | ------------------- | -------------------- | ------------ |
| Lâu đài Gimenells | Di tích Lâu đài | Gimenells y el Pla de la Font | 41°40′37″B 0°23′42″Đ / 41,676842°B 0,394885°Đ | RI-51-0006232       | 08-11-1988           | Upload image |

### L

#### La Granja de Escarpe(La Granja d’Escarp)
| Tên                                     | Dạng        | Địa điểm             | Tọa độ | Số hồ sơ tham khảo? | Ngày nhận danh hiệu? | Hình ảnh     |
| --------------------------------------- | ----------- | -------------------- | ------ | ------------------- | -------------------- | ------------ |
| Căn nhà barranco Cana hay Mina Federica | Khu khảo cổ | La Granja de Escarpe |        | RI-55-0000310       | 02-04-1991           | Upload image |
| Căn nhà barranco San Jaime              | Khu khảo cổ | La Granja de Escarpe |        | RI-55-0000311       | 02-04-1991           | Upload image |

#### Lleida(Lleida)
| Tên                                                                   | Dạng                | Địa điểm      | Tọa độ                                        | Số hồ sơ tham khảo? | Ngày nhận danh hiệu? | Hình ảnh                                                       |
| --------------------------------------------------------------------- | ------------------- | ------------- | --------------------------------------------- | ------------------- | -------------------- | -------------------------------------------------------------- |
| Lưu trữ lịch sử Provincial                                            | Lưu trữ             | Lérida        | 41°36′47″B 0°37′17″Đ / 41,612938°B 0,621357°Đ | RI-AR-0000036       | 10-11-1997           | Upload image                                                   |
| Thư viện Pública Estado                                               | Biblioteca          | Lérida        | 41°36′48″B 0°37′13″Đ / 41,613327°B 0,62027°Đ  | RI-BI-0000019       |                      | Biblioteca Pública del Estado · Upload image                   |
| Lâu đài Gardeny                                                       | Di tích Lâu đài     | Lérida        | 41°36′31″B 0°36′54″Đ / 41,608574°B 0,614915°Đ | RI-51-0006374       | 08-11-1988           | Castillo de Gardeny · Upload image                             |
| Lâu đài Zuda Lérida                                                   | Di tích Lâu đài     | Lérida        | 41°37′03″B 0°37′35″Đ / 41,617383°B 0,626436°Đ | RI-51-0000688       | 03-06-1931           | Castillo de la Zuda · Upload image                             |
| Lâu đài Raimat                                                        | Di tích Lâu đài     | Lérida Raimat | 41°40′34″B 0°28′43″Đ / 41,676093°B 0,478531°Đ | RI-51-0006852       | 21-02-1989           | Castillo de Raimat · Upload image                              |
| Lâu đài Sucs                                                          | Di tích Lâu đài     | Lérida Sucs   | 41°42′09″B 0°24′52″Đ / 41,702601°B 0,414493°Đ | RI-51-0006377       | 08-11-1988           | Castillo de Sucs · Upload image                                |
| Nhà thờ Nueva Lérida                                                  | Di tích Catedral    | Lérida        | 41°36′48″B 0°37′23″Đ / 41,613218°B 0,623003°Đ | RI-51-0010177       | 09-06-1998           | Catedral Nueva de Lérida · Upload image                        |
| Nhà thờ Seu Vella Lérida                                              | Di tích Catedral    | Lérida        | 41°37′05″B 0°37′37″Đ / 41,618143°B 0,626981°Đ | RI-51-0000156       | 12-06-1918           | Catedral vieja de Nuestra Señora de la Asunción · Upload image |
| Fortificaciones ở torno a Nhà thờ Vieja                               | Di tích Tường thành | Lérida        | 41°37′08″B 0°37′37″Đ / 41,618791°B 0,626931°Đ | RI-51-0006375       | 08-11-1988           | Fortificaciones en torno a la Catedral Vieja · Upload image    |
| Bệnh viện Santa María Lérida                                          | Di tích Bệnh viện   | Lérida        | 41°36′46″B 0°37′25″Đ / 41,612726°B 0,623606°Đ | RI-51-0000176       | 15-03-1920           | Hospital de Santa María · Upload image                         |
| Nhà thờ San Lorenzo (Lérida)                                          | Di tích Nhà thờ     | Lérida        | 41°36′52″B 0°37′18″Đ / 41,61445°B 0,621638°Đ  | RI-51-0000687       | 03-06-1931           | Iglesia de San Lorenzo Mártir · Upload image                   |
| Paeria                                                                | Di tích Cung điện   | Lérida        | 41°36′53″B 0°37′36″Đ / 41,614723°B 0,626755°Đ | RI-51-0004406       | 25-01-1980           | La Paeria · Upload image                                       |
| Bảo tàng Instituto Estudios Ilerdenses                                | Di tích Bảo tàng    | Lérida        |                                               | RI-51-0001369       | 01-03-1962           | Upload image                                                   |
| Recinto amurallado Lérida                                             | Di tích Tường thành | Lérida        | 41°37′05″B 0°37′30″Đ / 41,61813°B 0,625087°Đ  | RI-51-0006376       | 08-11-1988           | Recinto amurallado de Lérida · Upload image                    |
| Tàn tích arqueológicos aparecidos ở Quảng trường España và su entorno | Khu khảo cổ         | Lérida        |                                               | RI-55-0000087       | 23-06-1978           | Upload image                                                   |

#### Llardecans
| Tên                         | Dạng            | Địa điểm        | Tọa độ                                        | Số hồ sơ tham khảo? | Ngày nhận danh hiệu? | Hình ảnh     |
| --------------------------- | --------------- | --------------- | --------------------------------------------- | ------------------- | -------------------- | ------------ |
| Lâu đài và muros Llardecans | Di tích Lâu đài | Llardecans      |                                               | RI-51-0006372       | 08-11-1988           | Upload image |
| Pháo đài Adar               | Di tích Lâu đài | Llardecans Adar | 41°25′25″B 0°30′00″Đ / 41,423518°B 0,499927°Đ | RI-51-0006373       | 08-11-1988           | Upload image |

### P

#### La Portella(La Portella)
| Tên             | Dạng            | Địa điểm | Tọa độ | Số hồ sơ tham khảo? | Ngày nhận danh hiệu? | Hình ảnh     |
| --------------- | --------------- | -------- | ------ | ------------------- | -------------------- | ------------ |
| Lâu đài Corrego | Di tích Lâu đài | Portella |        | RI-51-0006446       | 08-11-1988           | Upload image |

### S

#### Sarroca de Lleida(Sarroca de Lleida)
| Tên             | Dạng            | Địa điểm | Tọa độ                                        | Số hồ sơ tham khảo? | Ngày nhận danh hiệu? | Hình ảnh                           |
| --------------- | --------------- | -------- | --------------------------------------------- | ------------------- | -------------------- | ---------------------------------- |
| Lâu đài Sarroca | Di tích Lâu đài | Sarroca  | 41°27′30″B 0°33′46″Đ / 41,458459°B 0,562849°Đ | RI-51-0006480       | 08-11-1988           | Castillo de Sarroca · Upload image |

#### Seròs(Seròs)
| Tên                            | Dạng              | Địa điểm | Tọa độ                                        | Số hồ sơ tham khảo? | Ngày nhận danh hiệu? | Hình ảnh                                          |
| ------------------------------ | ----------------- | -------- | --------------------------------------------- | ------------------- | -------------------- | ------------------------------------------------- |
| Khu vực khảo cổ Bovalar        | Di tích           | Serós    | 41°27′19″B 0°25′37″Đ / 41,455182°B 0,426957°Đ | RI-51-0004357       | 27-04-1979           | Basílica Paleocristiana de Bovalar · Upload image |
| Nhà Cung điện Marqueses Aitona | Di tích Cung điện | Serós    | 41°27′47″B 0°24′33″Đ / 41,46316°B 0,409226°Đ  | RI-51-0006483       | 08-11-1988           | Upload image                                      |
| Tháp Moros                     | Di tích Tháp      | Serós    | 41°26′48″B 0°23′04″Đ / 41,446631°B 0,384458°Đ | RI-51-0006482       | 08-11-1988           | Torre de los Moros · Upload image                 |

#### Soses
| Tên            | Dạng            | Địa điểm | Tọa độ                                      | Số hồ sơ tham khảo? | Ngày nhận danh hiệu? | Hình ảnh                          |
| -------------- | --------------- | -------- | ------------------------------------------- | ------------------- | -------------------- | --------------------------------- |
| Lâu đài Gebert | Di tích Lâu đài | Soses    | 41°30′49″B 0°28′21″Đ / 41,513727°B 0,4724°Đ | RI-51-0006490       | 08-11-1988           | Castillo de Gebert · Upload image |

### T

#### Torrebesses(Torrebesses)
| Tên                               | Dạng            | Địa điểm   | Tọa độ                                        | Số hồ sơ tham khảo? | Ngày nhận danh hiệu? | Hình ảnh                                      |
| --------------------------------- | --------------- | ---------- | --------------------------------------------- | ------------------- | -------------------- | --------------------------------------------- |
| Castillo-Palacio Torrebeses       | Di tích Lâu đài | Torrebeses | 41°25′37″B 0°35′39″Đ / 41,426906°B 0,594233°Đ | RI-51-0006511       | 08-11-1988           | Castillo-Palacio de Torrebeses · Upload image |
| Nhà thờ San Salvador (Torrebeses) | Di tích Nhà thờ | Torrebeses | 41°25′40″B 0°35′41″Đ / 41,427666°B 0,594711°Đ | RI-51-0011221       | 22-12-2004           | Iglesia de San Salvador · Upload image        |

#### Torrefarrera
| Tên           | Dạng    | Địa điểm     | Tọa độ                                       | Số hồ sơ tham khảo? | Ngày nhận danh hiệu? | Hình ảnh                      |
| ------------- | ------- | ------------ | -------------------------------------------- | ------------------- | -------------------- | ----------------------------- |
| Tháp Grallera | Di tích | Torrefarrera | 41°41′18″B 0°37′20″Đ / 41,68824°B 0,622164°Đ | RI-51-0006512       | 08-11-1988           | Torre Grallera · Upload image |

#### Torres de Segre
| Tên            | Dạng            | Địa điểm        | Tọa độ                                        | Số hồ sơ tham khảo? | Ngày nhận danh hiệu? | Hình ảnh                          |
| -------------- | --------------- | --------------- | --------------------------------------------- | ------------------- | -------------------- | --------------------------------- |
| Lâu đài Torres | Di tích Lâu đài | Torres de Segre | 41°32′05″B 0°30′42″Đ / 41,534626°B 0,511745°Đ | RI-51-0006522       | 08-11-1988           | Castillo de Torres · Upload image |